# NGC 2126
NGC 2126 је расејано звездано јато у сазвежђу Кочијаш које се налази на NGC листи објеката дубоког неба.
Деклинација објекта је + 49° 51' 57" а ректасцензија 6h 2m 32,9s. Привидна величина (магнитуда) објекта NGC 2126 износи 10,2. NGC 2126 је још познат и под ознакама OCL 418.